# Гурилёв, Александр Львович
Александр Львович Гурилёв (22 августа [3 сентября] 1803[…], Семёновское, Московская губерния — 30 августа [11 сентября] 1858, Москва) ― русский композитор, пианист, скрипач, альтист. Сын композитора и хорового дирижёра Льва Гурилёва.

## Биография
Родился 22 августа (3 сентября) 1803 года в семье крепостного музыканта графа В. Г. Орлова — Льва Степановича Гурилёва, у которого получил первые уроки музыки. В дальнейшем учился игре на фортепиано у Джона Фильда, теории музыки ― у И. И. Геништы. Играл в крепостном оркестре на скрипке и альте, а также в квартете князя Голицына.
В 1831, после смерти Орлова, отец и сын Гурилевы получили вольную и были приписаны к сословию мещан. Вскоре Гурилёв обрёл известность как композитор, пианист и педагог. Сблизившись с представителями московской интеллигенции ― художниками и писателями, Гурилёв начал писать романсы на стихи Грекова, Кольцова, Ивана Макарова. Некоторые из них были опубликованы известным издателем Бернардом в музыкальных журналах.
Наиболее известные романсы Гурилёва (всего более 60) ― «Однозвучно гремит колокольчик», «Оправдание», «И скучно, и грустно», «Зимний вечер», «Вам не понять моей печали», «Разлука» и другие. Романс на слова Щербины «После битвы» был очень популярен на флоте с Крымской войны, и, став народным, был переработан в одну из популярнейших песен «Раскинулось море широко», имеющей многие последующие вариации. Ему также принадлежит множество сочинений для фортепиано ― инструмента, которым Гурилёв хорошо владел: вариации, фантазии (в том числе на тему романса Варламова «На заре ты её не буди», а также из опер и др.), небольшие салонные пьесы.
Основной жанр творчества Гурилёва ― вокальная лирика. Его романсы проникнуты романтическими, сентиментальными настроениями, тонким лиризмом, в них сильно влияние русской народной традиции. Ясная мелодия, кантилена сближает Гурилёва с Глинкой, с другой стороны, ряд романсов в драматически-декламационном стиле предвосхищает творчество Даргомыжского, Мусоргского и Чайковского. Немаловажной составляющей вокальных сочинений Гурилёва является тщательно разработанная фортепианная партия.
Несмотря на успех сочинений, Гурилёв провёл жизнь в бедности, зарабатывая частными уроками музыки и корректурой нот. В последние годы жизни был парализован и страдал психическим заболеванием. Умер в Москве 30 августа (11 сентября) 1858 года.

## Избранные романсы
- Бедная девушка ты (слова К. С. Аксакова)
- Бог с вами, я вас больше не люблю (слова Н. П. Грекова)
- Боже, как же мне быть (слова неизвестного автора)
- В морозную ночь я смотрел (слова И. Макарова)
- Вам не понять моей печали (слова А. Н. Бешенцова)
- Век юный, прелестный (слова Н. Коншина)
- Внутренняя музыка (слова Н. П. Огарёва)
- Воспоминание (слова А. Дьякова)
- Вьётся ласточка сизокрылая (слова Н. П. Грекова)
- Гадание
- Грусть девушки (слова А. В. Кольцова)
- Деревенский сторож (слова Н. П. Огарёва)
- Долго ли же будешь, сердце, ты томиться (слова П. Т.)
- Домик-крошечка (слова С. М. Любецкого)
- Её здесь нет
- Жил-был один муж старый
- Зимний вечер (слова Н. П. Огарёва)
- Золотистые, шелковые кудри
- И скучно, и грустно [6] (слова М. Ю. Лермонтова)
- К дедушке (слова А. Жаркова)
- К фонтану Бахчисарайского дворца (слова А. С. Пушкина)
- К черноокой (слова В. Г. Бенедиктова)
- Как от ветки родной
- Колокольчик (слова А. В. Кольцова)
- Колыбельная песня (слова П. Каменского)
- Коровушка (обработка русской народной песни)
- Красный сарафан
- Лучинушка
- Майские ночи (слова Н. П. Грекова)
- Матушка-голубушка (слова С. Ниркомского)
- Месяц встал и озаряет сад серебряным лучом (слова И. Грузинова)
- Молитва (В минуту жизни трудную) (слова М. Ю. Лермонтова)
- Не одна во поле дороженька
- Не спрашивай, не вызывай признанья (слова А. Н. Струговщикова)
- Не хочу, не хочу…
- Не шуми ты, рожь (слова А. В. Кольцова)
- Нет, не тебя так пылко я люблю (слова М. Ю. Лермонтова)
- О, не целуй меня
- Однозвучно гремит колокольчик (слова И. И. Макарова)
- Она миленькая (слова неизвестного автора)
- Оправдание (Когда одни воспоминанья) (слова М. Ю. Лермонтова)
- Осенний день (слова Н. П. Грекова)
- Отвернитесь, не глядите (слова А. В. Кольцова)
- Отгадай, моя родная (слова Е. Крузе)
- Падучая звезда (слова И. Макарова)
- Песнь моряка (слова Н. П. Грекова)
- Песнь ямщика (Аль опять не видать) (слова К. Бахтурина)
- После битвы (слова Н. Ф. Щербины)
- Право, маменьке скажу (слова Ю. Масальского, перевод с польского Н. В. Берга)
- Прости, прощай страна родная
- Путник (слова Н. П. Огарёва)
- Радость-душечка (слова П. А. Вяземского)
- Разлука (на заре туманной юности) (слова А. В. Кольцова)
- С песней душа улетит (слова неизвестного автора)
- Сарафанчик (слова А. И. Полежаева)
- Сердце-игрушка (слова Э. И. Губера)
- Серенада (слова Н. П. Грекова)
- Скучно, матушка
- Слеза (слова Н. П. Грекова)
- Смолкни, милая певица
- Ты — гений, дева неземная (слова И. Кожухова)
- Уж как пал туман (слова неизвестного автора)
- Улетела пташечка (слова С. Сельского)
- Чёрный локон (слова А. Б)
- Я вечор в саду гуляла (слова А. Дельвига)
- Я говорил при расставании (слова А. А. Фета)
- Я помню взгляд (слова Л. Тимофеева)